# Arrêt Costa contre ENEL
L'arrêt rendu le 15 juillet 1964 dans l'affaire Flaminio Costa contre Ente Nazionale per l'Energia Elettrica (ou Costa c/ Enel, affaire 6/64) par la Cour de justice des Communautés européennes (CJCE) est l'une des bases de la jurisprudence communautaire. Il consacre le principe de la primauté du droit communautaire sur les législations nationales.

## Faits
En 1962, l'Italie décida de nationaliser le secteur de la production et de la distribution d'énergie électrique, en regroupant les diverses sociétés privées de l'époque au sein de l'Ente Nazionale per l'Energia Elettrica (ENEL). Flaminio Costa, alors actionnaire de la société Edison Volta, en avait perdu ses droits à dividendes et refusait ainsi de payer ses factures d'électricité, pour un montant total de 1.926 lires. Assigné en justice, il argumenta que la nationalisation violait toute une série de dispositions du traité CEE de 1957. Le Giudice Conciliatore de Milan se tourna vers la CJCE pour lui demander, par le biais d'une question préjudicielle, son interprétation dudit traité.

## Décision
La Cour était appelée à se prononcer sur la nature juridique des Communautés ainsi que sur la portée du droit communautaire dans les juridictions nationales et non directement sur le tort ou la raison du refus de payer de M. Costa (cette décision restant de la compétence du Giudice italien).
Au sujet de la nature juridique de la CEE, la Cour déclara qu'« à la différence des traités internationaux ordinaires, le traité de la CEE [aussi appelé traité CE ou traité de Rome] a institué un ordre juridique propre intégré au système juridique des États membres [...] et qui s’impose à leur juridiction. En instituant une Communauté de durée illimitée, dotée d’institutions propres, de la personnalité, de la capacité juridique, d’une capacité de représentation internationale et plus particulièrement de pouvoirs réels issus d’une limitation de compétence ou d’un transfert d’attributions des États à la Communauté, ceux-ci ont limité leurs droits souverains et ont créé ainsi un corps de droit applicable à leurs ressortissants et à eux-mêmes ».
La Cour conclut « que le droit né du traité ne pourrait donc, en raison de sa nature spécifique originale, se voir judiciairement opposer un texte interne quel qu’il soit sans perdre son caractère communautaire et sans que soit mise en cause la base juridique de la Communauté elle-même » et qu'ainsi « le transfert opéré par les États, de leur ordre juridique interne au profit de l’ordre juridique communautaire, des droits et obligations correspondant aux dispositions du traité, entraîne donc une limitation définitive de leurs droits souverains contre laquelle ne saurait prévaloir un acte unilatéral ultérieur incompatible avec la notion de Communauté ».
La CEE est donc un ordre juridique dont les dispositions priment le droit national de manière irrévocable, dans le champ restreint où les États membres lui ont transféré une partie de leur souveraineté. Cette interprétation sera confirmée quelques années plus tard par l'arrêt Simmenthal de 1978.

## Sources